# Mangal Pandey
Mangal Pandey (hindi मंगल पांडे, Maṃgal Pāṃḍe;  ur. 19 lipca 1827 w Nagwa, zm. 8 kwietnia 1857 w Barrackpore) – żołnierz 34. regimentu Brytyjskiej Kompanii Wschodnioindyjskiej. Powszechnie jest uważany za pierwszego bojownika o wolność Indii oraz bohatera narodowego tego kraju.

## Kultura popularna

### Rebeliant
Bollywoodzki epos historyczny wyreżyserowany w 2005 roku przez Ketana Mehtę.

### The Roti Rebellion
Sztuka teatralna napisana i wyreżyserowana przez Supriyę Karunakarana. Spektakl został zorganizowany przez grupę teatralną Sparsh i wystawiony w czerwcu 2005.

### Białe zęby
Powieść autorstwa Zadie Smith wydana w 2000 roku. Jej bohaterem jest Samad Iqbal, fikcyjny potomek Pandeya. Ma on bardzo znaczący wpływ na życie Iqbala.

## Pamięć
Rząd Indii upamiętnił postać Pandeya, wydając w 5 października 1984 znaczek pocztowy z jego wizerunkiem. Został on zaprojektowany przez C. R. Pakrashiego.